# Anacanthobatis donghaiensis
Anacanthobatis donghaiensis är en rockeart som först beskrevs av Deng, Xiong och Zhan 1983.  Anacanthobatis donghaiensis ingår i släktet Anacanthobatis och familjen Anacanthobatidae. Inga underarter finns listade i Catalogue of Life.
Arten förekommer i Östkinesiska havet öster om Kina. Den lever vanligen i regioner som ligger 200 till 1000 meter under havsytan. De största exemplaren når en längd av 44 cm.
I regionen pågår intensivt fiske. Hur beståndet påverkas är däremot inte känt. IUCN kategoriserar arten globalt som otillräckligt studerad.